# 日本基督教団高知教会

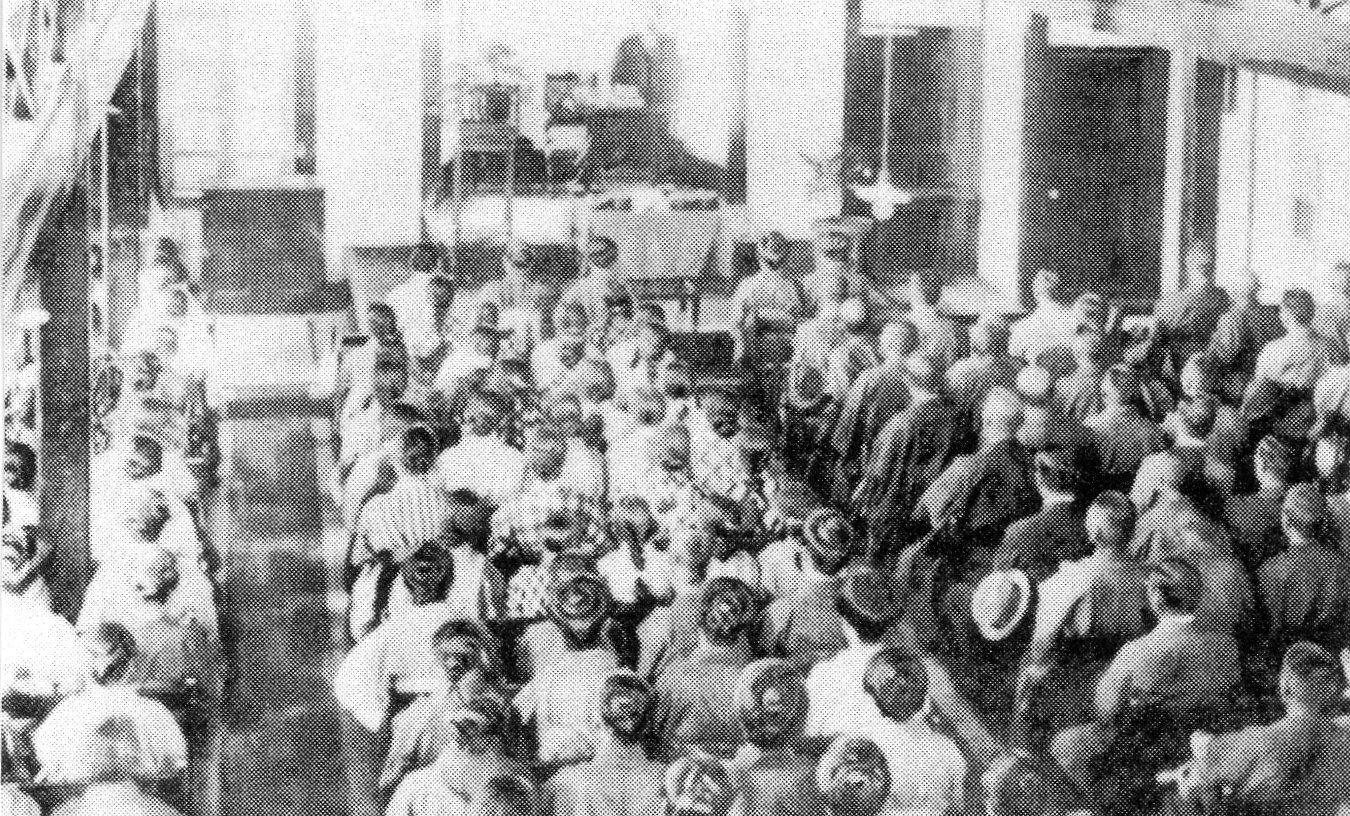
1888年、高知教会での礼拝

日本基督教団高知教会（にほんきりすときょうだん こうちきょうかい）は、高知県高知市本町にある日本基督教団の教会である。

## 沿革

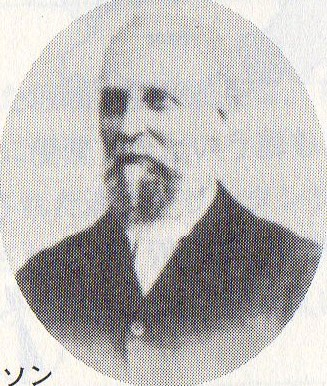
高知伝道を最初に開始したJ・L・アトキンソン宣教師

1877年、板垣退助との関係で高知市を訪問したアメリカン・ボードのJ・L・アッキンソン宣教師が伝道を開始する。1884年には板垣、片岡健吉ら自由民権運動の指導者達の斡旋で、G・H・フルベッキ、D・タムソンと植村正久が高知を訪問した。1885年5月15日に、片岡健吉、坂本直寛、武市安哉ら21名によって教会が設立された。E・R・ミラーが仮牧師に就任する。同年9月、日本基督一致教会の牧師山本秀煌が初代牧師に就任する。
1888年に第二教会堂を建設し、同年7月に吉岡弘毅が牧師に就任して1892年まで在籍する。
1925年に新会堂を献堂する。薩長の藩閥政治に対抗する自由民権運動の推進者の入信は大きな波紋となり、1890年まで礼拝出席者は600人になった。
日本基督教会の教会になった。牧師の多田素は、植村正久に次いで日本基督教会の指導者になった。
1910年代から1930年代にかけて礼拝出席者が減少しはじめ、太平洋戦争中の高知空襲で教会堂を焼失し、危機的な状況に陥った。困難な中を1941年まで、多田素が副牧師田中剛二と共に指導する。
1941年6月に日本基督教団の成立時に第1部として参加した。
1947年に吉田満穂が牧師に就任して、1989年まで発展に尽くした。1972年に今日の会堂を設立して、1985年に、教会創立100周年を祝った。　
2012年より、黒田若雄が牧師を務めている。

## 所在地
- 高知県高知市本町5-3-12（高知市役所の近隣）

## 交通アクセス
- 土讃線高知駅より徒歩26分
- 土佐電気鉄道伊野線グランド通停留場より徒歩2分

## 関連人物

### 著名な会員
- 片岡健吉（長老）
- 坂本直寛（長老）
- 山田平左衛門（長老）
- 安藝喜代香（長老）
- 武市安哉
- 坂本直
- 織田信福（歯科医）
- 板垣鉾太郎
- 乾正士
- 和田三郎

### 著名な出身者
- 金井為一郎（伝道師）
- 多田素（牧師）
- 川添万寿得(牧師)

### その他の人物
- 植村正久（牧師） - たびたび支援に訪れる